# Kelly Louima
Kelly Louima (* 22. August 1987) ist ein Fußballspieler aus den Turks- und Caicosinseln.

## Karriere

### Verein
2016 erreichte er mit Full Physic FC, einem 2015 neu gegründeten Verein, den zweiten Platz und verpasste dabei mit einem Punkt Rückstand knapp die Meisterschaft.

### Nationalmannschaft
Am 30. Mai 2014 kam er bei der Qualifikation zum Gold Cup 2015 für die Nationalmannschaft der Turks- und Caicosinseln erstmals zum Einsatz, als er eingewechselt wurde. Gegner war Aruba. Auch bei der folgenden Partie gegen die Auswahl von Französisch-Guayana wurde Louima eingewechselt. Bei der Begegnung, die mit 0:6 verloren ging, misslang Louima ein Eigentor. Gegen die Fußballnationalmannschaft der Britischen Jungferninseln stand er erstmals in der Startformation, die Begegnung konnten die Turks- und Caicosinseln mit 2:0 für sich entscheiden.